# Mouradine Olmez
Mouradine Olmez (Ёлмезланы Мурадин en balkar, Мурадин Ольмезов en russe) est né en 1949 à Taldykourgan, au Kazakhstan, en déportation. Son œuvre littéraire comporte de formes très variées : nouvelles, contes, poèmes, pièces de théâtre. Sa pièce Le Sang et la Cendre est la première traduction du balkar publiée en France.
Il vit actuellement à Naltchik en Kabardino-Balkarie.

## Œuvres
- Le Sang et la Cendre (2005), traduit du balkar via le russe par Larissa Guillemet et Virginie Symaniec, L'Espace d'un instant, Paris, 2008,  (ISBN 978-2-915037-47-0)

## Source
- Éditions L'Espace d'un instant.